# ماریا انطاکیه
ماریا انطاکیه (انگلیسی: Maria of Antioch؛ ۱۱۴۵ – ۱۱۸۲ (سن ۳۶–۳۷))، ملکه بیزانس که با ازدواج با امپراتور بیزانس، مانوئل یکم، به این مقام رسید. وی همین به دلیل پایین‌بودن سن پسرش، آلکسیوس، به‌عنوان نایب‌السطنه وی از سال ۱۱۸۰ تا ۱۱۸۲ بود.
ماریا، فرزند کنستانس، شاهزاده انطاکیه، و ریموند پواتیه بود که در سال ۱۱۴۵ میلادی در انطاکیه متولد شد. و در سال ۱۱۶۱ پس از مرگ همسر نخست مانوئل یکم، ایرنه، در قسطنطنیه، با وی ازدواج کرد. ازدواج وی با مانوئل جزئی از برنامه وی برای برقراری روابط نزدیک و دوستانه امپراتوری بیزانس بود. معاصران در باب زیبایی و ذکاوت وی بسیار سخن گفته‌اند. وی برای مدتی صاحب فرزندی نشد اما پس از تولد نخستین فرزندش، الکسیوس به‌عنوان نایب‌السطنه وی انتخاب شد. در واقع، این حکم دادگاه عالی بود که پس از مرگ همسرش باید نیابت از فرزند را تا رسیدن به سن قانونی برعهده می‌گرفت و پس از آن نیز باید به‌عنوان راهبه، کاخ سلطنتی را برای همیشه ترک می‌گفت. وی پس از درگذشت مانوئل همین اقدامات را انجام داد. به این منظور، نخست پروتوسباستوس، برادرزاده مانوئل، را که مدعی سلطنت بود، سرکوب کرد. در پی این حادثه، کودتایی به رهبری اندرونیکوس علیه وی شکل گرفت و او را در تابستان ۱۱۸۳ از نیابت سلطنت خلع و از کشور اخراج کرد. در همان سال، در جریان تحریک شاه بلای سوم برای به امپراتوری بیزانس، به زندان افتاد و سپس به قتل رسید و در منطقه‌ای نامشخص دفن شد.

## زندگی
در سال ۱۱۶۰ ناپدری ماریا، رینالد شاتیون، توسط مجدالدین، حاکم حلب و متحد نورالدین زنگی، اسیر شد. مادر ماریا پس از اسارت رینالد مدعی شاهزاده‌نشین انطاکیه شد و توانست قدرت را به دست برگیرد اما اشراف و نجبا از پسر وی، بوهموند سوم، خواهر ماریا، حمایت کردند. با این حال، بالدوین سوم، بوهموند را به عنوان حاکم شاهزاده‌نشین انطاکیه انتخاب کرد و ایمری لیموگس (Aimery of Limoge)، رقیب رینالد، را به‌عنوان نایب‌السطنه بوهموند انتخاب کرد. کنستانس نیز در دربار مانوئل یکم، امپراتور بیزانس، در قسطنطنیه، این انتخاب و انتصاب اعتراض کرد.